# Geissorhiza tulbaghensis
Geissorhiza tulbaghensis (лат.) — многолетнее травянистое клубнелуковичных растение, вид рода Geissorhiza семейства Ирисовые (Iridaceae). Эндемик ЮАР.

## Описание

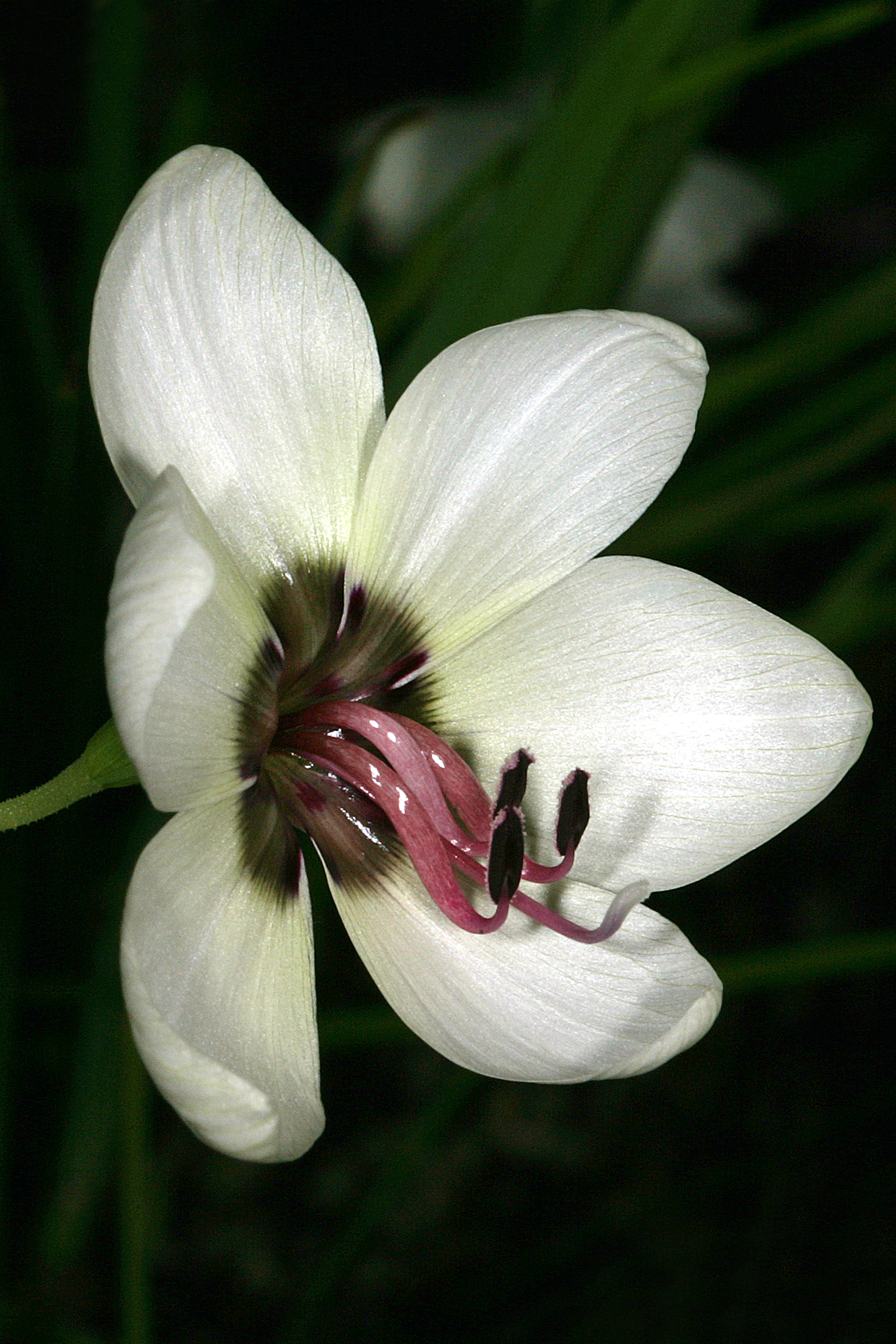
Цветок G. sulphurascens с односторонними наклонными тычинками.

Geissorhiza tulbaghensis — клубнелуковичный геофит, высотой 8-15 см. Клубнелуковица яйцевидная, симметричная, усечённая у основания, 5-8 мм в диаметре; чешуйки черепитчатые, черноватые, внешние слои разделены снизу на усечённые секции. Стебель снизу приподнимающийся, сверху наклонный, мелкоопушённый, согнутый над листовыми влагалищами, простой или с 1-2 ветвями, появляющимися из пазух стеблевого или прикорневого листа. У растения 3-4 листа, нижние 2 или 3 базальные, 2 нижних сужены снизу и похожи на черешки, третий лист обвивает основание стебля, верхний лист стеблевой, частично обвивает стебель, иногда чешуевидный), лопасти мечевидные до ланцетных, плоские, короче или немного длиннее стебля, шириной 1,5-10,0 мм, часто липкие снизу и с прилипшей почвой. Колос согнутый у основания, наклонный с одним или двумя цветками. Прицветники зелёные снизу, коричневые и сухие сверху, внешние 10-18 мм длиной, внутренние немного короче. Цветки зигоморфные, полупоникающие, тычинки односторонние, наклонные, держатся над самым нижним листочком околоцветника, листочки околоцветника белые с бордово-красным или коричневатым основанием; трубка околоцветника воронковидная, 4-5 мм длиной; листочки околоцветника почти равные, яйцевидные, 18-22 x 10-13 мм, внутренние 8-11 мм шириной. Тычиночные нити равные, односторонние, наклонные, длиной 10-12 мм; пыльники длиной 3,0-4,5 мм, прямостоячие, тёмно-фиолетовые; пыльца тёмно-красно-коричневая. Столбик дугообразный под тычинками, веточки 5 мм длиной. Плоды — коробочки яйцевидно-продолговатые, длиной 6-8 мм, заключены в прицветники..
Вид Geissorhiza tulbaghensis — один из самых ярких видов рода, имеет крупные белые цветки, отмеченные бордово-красным или коричневым центром. Цветки полупоникающие и зигоморфные с тычинками и столбиком односторонними и полегающими. Хотя вегетативно они похожи на Geissorhiza radians и разделяют с ним очень похожие крупные зигоморфные цветки с наклонными тычинками и столбиком, они, очевидно, не связаны между собой: у G. tulbaghensis плоские листья и опушённый стебель, типичные для секции Planifoliae, тогда как у G. radians листья линейные двухбороздчатые с ребристыми листовыми влагалищами, характерные для секции Geissorhiza. Geissorhiza tulbaghensis отличается не только окраской цветков, но и плоскими листьями с тонким черешковым основанием.

## Распространение и местообитание
G. sulphurascens — эндемик ЮАР. Ареал этого вида ограничен нижними западными склонами и подножием гор реки Улифантс, гор Витценберг и Бэйнсклоф в Западно-Капской провинции, простираясь от подножия перевала Пикенирсклоф до Веллингтона и Тульбаха, от Портервилла до Веллингтона. Растёт на тяжёлой, часто каменистой глинистой почва в реностервельде, на глинистых равнинах..